# Gante-Wevelgem de 2015
A 77.ª edição da Gante-Wevelgem foi uma clássica ciclista que se disputou a 29 de março de 2015 sobre um traçado de 239,1 km. Fez parte do UCI WorldTour de 2015, sendo a sétima corrida do calendário de máxima categoria mundial.
A corrida desenvolveu-se com chuva, vento e baixas temperaturas. Somado às quedas, são factores que influíram para que só 39 ciclistas chegassem ao final de meta dos 200 que iniciaram a prova.
O ganhador foi o italiano Luca Paolini quem atacou em solitário a 6 km para o final ao grupo de 6 escapados que definiram a competição. Niki Terpstra e Geraint Thomas foram segundo e terceiro respectivamente.

## Equipas participantes
Tomaram parte na corrida 25 equipas: os 17 UCI ProTeam (ao ter assegurada e ser obrigatória sua participação), mais 8 equipas Profissionais Continentais convidados pela organização.
| Equipa                      | Cód. UCI | Categoria                | Líder                |
| --------------------------- | -------- | ------------------------ | -------------------- |
| AG2R La Mondiale            | ALM      | UCI ProTeam              | Johan Vansummeren    |
| Astana Pro Team             | AST      | UCI ProTeam              | Borut Božič          |
| BMC Racing Team             | BMC      | UCI ProTeam              | Greg Van Avermaet    |
| Etixx-Quick Step            | EQS      | UCI ProTeam              | Mark Cavendish       |
| FDJ                         | FDJ      | UCI ProTeam              | Arnaud Démare        |
| IAM Cycling                 | IAM      | UCI ProTeam              | Sylvain Chavanel     |
| Team Katusha                | KAT      | UCI ProTeam              | Alexander Kristoff   |
| Lampre-Merida               | LAM      | UCI ProTeam              | Filippo Pozzato      |
| Lotto-Soudal                | LTS      | UCI ProTeam              | André Greipel        |
| Movistar Team               | MOV      | UCI ProTeam              | Juan José Lobato     |
| Orica GreenEDGE             | OGE      | UCI ProTeam              | Luke Durbridge       |
| Team Sky                    | SKY      | UCI ProTeam              | Elia Viviani         |
| Team Cannondale-Garmin      | TCG      | UCI ProTeam              | Jack Bauer           |
| Tinkoff-Saxo                | TCS      | UCI ProTeam              | Peter Sagan          |
| Trek Factory Racing         | TFR      | UCI ProTeam              | Giacomo Nizzolo      |
| Team Giant-Alpecin          | TGA      | UCI ProTeam              | John Degenkolb       |
| Team Lotto NL-Jumbo         | TLJ      | UCI ProTeam              | Sep Vanmarcke        |
| Bora-Argon 18               | BOA      | Profissional Continental | Sam Bennett          |
| Cofidis, Solutions Crédits  | COF      | Profissional Continental | Nacer Bouhanni       |
| MTN Qhubeka                 | MTN      | Profissional Continental | Edvald Boasson Hagen |
| Team Europcar               | EUC      | Profissional Continental | Jimmy Engoulvent     |
| Roompot Oranje Peloton      | TNN      | Profissional Continental | Johnny Hoogerland    |
| Southeast                   | STH      | Profissional Continental | Alessandro Petacchi  |
| Topsport Vlaanderen-Baloise | TSV      | Profissional Continental | Jelle Wallays        |
| Wanty-Groupe Gobert         | WGG      | Profissional Continental | Marco Marcato        |

## Percorrido
A corrida teve 9 muros e começou nas cercanias de Gante, mais exatamente em Deinze. Percorreu o Flandres ocidental até chegar à fronteira com França e na villa de Oost-Cappel entrou-se no país galo e pôs-se rumo a Cassel para subir duas vezes o Casselberg por caminhos diferentes. Cinco quilómetros antes de regressar a Bélgica, subieronn o Catsberg e já novamente no Flandres ocidental, entraram num circuito que realizaram duas vezes, subindo o Baneberg, o Kemmelberg e o Monteberg. Desde ali o percurso levou-os a Ypres e depois o final em Wevelgem.
| Número | Nome       | Km  |
| ------ | ---------- | --- |
| 1      | Casselberg | 120 |
| 2      | Casselberg | 126 |
| 3      | Catsberg   | 143 |
| 4      | Baneberg   | 152 |
| 5      | Kemmelberg | 160 |
| 6      | Monteberg  | 164 |
| 7      | Baneberg   | 193 |
| 8      | Kemmelberg | 201 |
| 9      | Monteberg  | 205 |

## UCI World Tour
A Gante-Wevelgem outorgou pontos para o UCI WorldTour de 2015, somente para corredores de equipas UCI ProTeam. A seguinte tabela corresponde ao barómetro de pontuação:
| Posição   | 1.º | 2.º | 3.º | 4.º | 5.º | 6.º | 7.º | 8.º | 9.º | 10.º |
| Pontuação | 80  | 60  | 50  | 40  | 30  | 22  | 14  | 10  | 6   | 2    |

## Classificação final
| Posição | Ciclista           | Equipa           | Tempo           | Pontos UCI |
| ------- | ------------------ | ---------------- | --------------- | ---------- |
| 1.º     | Luca Paolini       | Katusha          | 6 h 20 min 55 s | 80         |
| 2.º     | Niki Terpstra      | Etixx-Quick Step | a 11 s          | 60         |
| 3.º     | Geraint Thomas     | Team Sky         | m.t.            | 50         |
| 4.º     | Stijn Vandenbergh  | Etixx-Quick Step | a 18 s          | 40         |
| 5.º     | Jens Debusschere   | Lotto Soudal     | a 26 s          | 30         |
| 6.º     | Sep Vanmarcke      | Lotto NL-Jumbo   | a 40 s          | 22         |
| 7.º     | Jürgen Roelandts   | Lotto-Soudal     | a 1 m 51 s      | 14         |
| 8.º     | Daniel Oss         | BMC Racing       | a 4 m 15 s      | 10         |
| 9.º     | Alexander Kristoff | Katusha          | a 6 m 54 s      | 6          |
| 10.º    | Peter Sagan        | Tinkoff-Saxo     | m.t.            | 2          |

| 11.º | Edward Theuns      | Topsport Vlaanderen-Baloise | m.t. |
| 12.º | Alexey Tsatevitch  | Team Katusha                | m.t. |
| 13.º | Juan José Lobato   | Movistar Team               | m.t. |
| 14.º | Zico Waeytens      | Team Giant-Alpecin          | m.t. |
| 15.º | Arnaud Démare      | FDJ                         | m.t. |
| 16.º | Jempy Drucker      | BMC Racing Team             | m.t. |
| 17.º | Scott Thwaites     | Bora-Argon 18               | m.t. |
| 18.º | Mathew Hayman      | Orica GreenEDGE             | m.t. |
| 19.º | Florian Sénéchal   | Cofidis, Solutions Crédits  | m.t. |
| 20.º | Sylvain Chavanel   | IAM Cycling                 | m.t. |
| 21.º | Björn Leukemans    | Wanty-Groupe Gobert         | m.t. |
| 22.º | Laurens De Vreese  | Astana                      | m.t. |
| 23.º | Eugert Zhupa       | Southeast                   | m.t. |
| 24.º | Grégory Rast       | Trek Factory Racing         | m.t. |
| 25.º | Gerald Ciolek      | MTN Qhubeka                 | m.t. |
| 26.º | Tom Van Asbroeck   | Lotto NL-Jumbo              | m.t. |
| 27.º | Marco Marcato      | Wanty-Groupe Gobert         | m.t. |
| 28.º | Matteo Trentin     | Etixx-Quick Step            | m.t. |
| 29.º | Christian Knees    | Sky                         | m.t. |
| 30.º | Andriy Grivko      | Astana                      | m.t. |
| 31.º | Manuel Quinziato   | BMC                         | m.t. |
| 32.º | Oliver Naesen      | Topsport Vlaanderen-Baloise | m.t. |
| 33.º | Nikolas Maes       | Etixx-Quick Step            | m.t. |
| 34.º | Jens Keukeleire    | Orica GreenEDGE             | m.t. |
| 35.º | Bram Tankink       | Lotto NL-Jumbo              | m.t. |
| 36.º | Greg Van Avermaet  | BMC                         | m.t. |
| 37.º | Jelle Wallays      | Topsport Vlaanderen-Baloise | m.t. |
| 38.º | Zdeněk Štybar      | Etixx-Quick Step            | m.t. |
| 39.º | Maarten Tjallingii | Lotto NL-Jumbo              | m.t. |

## Ciclistas participantes
Fonte:
| Giant-Alpecin TGA | Giant-Alpecin TGA | Giant-Alpecin TGA |
| ----------------- | ----------------- | ----------------- |
| Dorsal            | Corredor          | Pos               |
| 1                 | John Degenkolb    | AB                |
| 2                 | Nikias Arndt      | AB                |
| 3                 | Bert De Backer    | AB                |
| 4                 | Koen De Kort      | AB                |
| 5                 | Roy Curvers       | AB                |
| 6                 | Ramon Sinkeldam   | AB                |
| 7                 | Albert Timmer     | AB                |
| 8                 | Zico Waeytens     | 14.º              |

| Etixx-Quick Step EQS | Etixx-Quick Step EQS | Etixx-Quick Step EQS |
| -------------------- | -------------------- | -------------------- |
| Dorsal               | Corredor             | Pos                  |
| 11                   | Mark Cavendish       | AB                   |
| 12                   | Nikolas Maes         | 33.º                 |
| 13                   | Niki Terpstra        | 2.º                  |
| 14                   | Zdeněk Štybar        | 38.º                 |
| 15                   | Matteo Trentin       | 28.º                 |
| 16                   | Stijn Vandenbergh    | 4.º                  |
| 17                   | Martin Velits        | AB                   |
| 18                   | Łukasz Wiśniowski    | AB                   |

| Lotto-Soudal LTS | Lotto-Soudal LTS | Lotto-Soudal LTS |
| ---------------- | ---------------- | ---------------- |
| Dorsal           | Corredor         | Pos              |
| 21               | André Greipel    | AB               |
| 22               | Jürgen Roelandts | 7.º              |
| 23               | Lars Ytting Bak  | AB               |
| 24               | Stig Broeckx     | AB               |
| 25               | Jens Debusschere | 5.º              |
| 26               | Pim Ligthart     | AB               |
| 27               | Marcel Sieberg   | AB               |
| 28               | Dennis Vanendert | AB               |

| AG2R La Mondiale ALM | AG2R La Mondiale ALM | AG2R La Mondiale ALM |
| -------------------- | -------------------- | -------------------- |
| Dorsal               | Corredor             | Pos                  |
| 31                   | Gediminas Bagdonas   | AB                   |
| 32                   | Maxime Daniel        | AB                   |
| 33                   | Damien Gaudin        | AB                   |
| 34                   | Alexis Gougeard      | AB                   |
| 35                   | Hugo Houle           | AB                   |
| 36                   | Quentin Jauregui     | AB                   |
| 37                   | Sébastien Turgot     | AB                   |
| 38                   | Johan Vansummeren    | AB                   |

| Astana AST | Astana AST        | Astana AST |
| ---------- | ----------------- | ---------- |
| Dorsal     | Corredor          | Pos        |
| 41         | Armam Kamyshev    | AB         |
| 42         | Borut Božič       | AB         |
| 43         | Laurens De Vreese | 22.º       |
| 44         | Andriy Grivko     | 30.º       |
| 45         | Dmitriy Gruzdev   | AB         |
| 46         | Andrea Guardini   | AB         |
| 47         | Alexey Lutsenko   | AB         |
| 48         | Ruslan Tleubayev  | AB         |

| BMC Racing BMC | BMC Racing BMC      | BMC Racing BMC |
| -------------- | ------------------- | -------------- |
| Dorsal         | Corredor            | Pos            |
| 51             | Greg Van Avermaet   | 36.º           |
| 52             | Marcus Burghardt    | AB             |
| 53             | Silvan Dillier      | AB             |
| 54             | Jean-Pierre Drucker | 16.º           |
| 55             | Klaas Lodewyck      | AB             |
| 56             | Daniel Oss          | 8.º            |
| 57             | Manuel Quinziato    | 31.º           |
| 58             | Michael Schär       | AB             |

| FDJ    | FDJ                | FDJ  |
| ------ | ------------------ | ---- |
| Dorsal | Corredor           | Pos  |
| 61     | Arnaud Démare      | 15.º |
| 62     | William Bonnet     | AB   |
| 63     | David Boucher      | AB   |
| 64     | Sébastien Chavanel | AB   |
| 65     | Mickaël Delage     | AB   |
| 66     | Matthieu Ladagnous | AB   |
| 67     | Johan Le Bon       | AB   |
| 68     | Yoann Offredo      | AB   |

| IAM Cycling IAM | IAM Cycling IAM     | IAM Cycling IAM |
| --------------- | ------------------- | --------------- |
| Dorsal          | Corredor            | Pos             |
| 71              | Sylvain Chavanel    | 20.º            |
| 72              | Heinrich Haussler   | AB              |
| 73              | Dries Devenyns      | AB              |
| 74              | Matthias Brändle    | AB              |
| 75              | Reto Hollenstein    | AB              |
| 76              | Roger Kluge         | AB              |
| 77              | Vicente Reynés      | AB              |
| 78              | Jonas Van Genechten | AB              |

| Lampre-Merida LAM | Lampre-Merida LAM   | Lampre-Merida LAM |
| ----------------- | ------------------- | ----------------- |
| Dorsal            | Corredor            | Pos               |
| 81                | Filippo Pozzato     | AB                |
| 82                | Niccolò Bonifazio   | AB                |
| 83                | Davide Cimolai      | AB                |
| 84                | Sacha Modolo        | AB                |
| 85                | Luka Pibernik       | AB                |
| 86                | Maximiliano Richeze | AB                |
| 87                | Nelson Oliveira     | AB                |
| 88                | Manuele Mori        | AB                |

| Movistar MOV | Movistar MOV     | Movistar MOV |
| ------------ | ---------------- | ------------ |
| Dorsal       | Corredor         | Pos          |
| 91           | Dayer Quintana   | AB           |
| 92           | Alex Dowsett     | AB           |
| 93           | Gorka Izagirre   | AB           |
| 94           | John Gadret      | AB           |
| 95           | Juan José Lobato | 13.º         |
| 96           | Enrique Sanz     | AB           |
| 97           | Fran Ventoso     | AB           |
| 98           | Jasha Sütterlin  | AB           |

| Orica GreenEDGE OGE | Orica GreenEDGE OGE | Orica GreenEDGE OGE |
| ------------------- | ------------------- | ------------------- |
| Dorsal              | Corredor            | Pos                 |
| 101                 | Adam Blythe         | AB                  |
| 102                 | Mitchell Docker     | AB                  |
| 103                 | Matthew Hayman      | 18.º                |
| 104                 | Luke Durbridge      | AB                  |
| 105                 | Leigh Howard        | AB                  |
| 106                 | Jens Keukeleire     | 34.º                |
| 107                 | Jens Mouris         | AB                  |
| 108                 | Magnus Cort         | AB                  |

| Cannondale-Garmin TCG | Cannondale-Garmin TCG | Cannondale-Garmin TCG |
| --------------------- | --------------------- | --------------------- |
| Dorsal                | Corredor              | Pos                   |
| 111                   | Alan Marangoni        | AB                    |
| 112                   | Jack Bauer            | AB                    |
| 113                   | Lasse Norman Hansen   | AB                    |
| 114                   | Ted King              | AB                    |
| 115                   | Kristjan Koren        | AB                    |
| 116                   | Kristoffer Skjerping  | AB                    |
| 117                   | Dylan Van Baarle      | AB                    |
| 118                   | Ruben Zepuntke        | AB                    |

| Katusha KAT | Katusha KAT        | Katusha KAT |
| ----------- | ------------------ | ----------- |
| Dorsal      | Corredor           | Pos         |
| 121         | Alexander Kristoff | 9.º         |
| 122         | Jacopo Guarnieri   | AB          |
| 123         | Gatis Smukulis     | AB          |
| 124         | Vladimir Isaychev  | AB          |
| 125         | Luca Paolini       | 1.º         |
| 126         | Alexander Porsev   | AB          |
| 127         | Rüdiger Selig      | AB          |
| 128         | Alexey Tsatevitch  | 12.º        |

| Lotto NL-Jumbo TLJ | Lotto NL-Jumbo TLJ | Lotto NL-Jumbo TLJ |
| ------------------ | ------------------ | ------------------ |
| Dorsal             | Corredor           | Pos                |
| 131                | Sep Vanmarcke      | 6.º                |
| 132                | Rick Flens         | AB                 |
| 133                | Tom Leezer         | AB                 |
| 134                | Bram Tankink       | 35.º               |
| 135                | Tom Van Asbroeck   | 26.º               |
| 136                | Maarten Tjallingii | 39.º               |
| 137                | Barry Markus       | AB                 |
| 138                | Maarten Wynants    | AB                 |

| Sky SKY | Sky SKY         | Sky SKY |
| ------- | --------------- | ------- |
| Dorsal  | Corredor        | Pos     |
| 141     | Ian Stannard    | AB      |
| 142     | Bernhard Eisel  | AB      |
| 143     | Andrew Fenn     | AB      |
| 144     | Christian Knees | 29.º    |
| 145     | Luke Rowe       | AB      |
| 146     | Bradley Wiggins | AB      |
| 147     | Geraint Thomas  | 3.º     |
| 148     | Elia Viviani    | AB      |

| Tinkoff-Saxo TCS | Tinkoff-Saxo TCS | Tinkoff-Saxo TCS |
| ---------------- | ---------------- | ---------------- |
| Dorsal           | Corredor         | Pos              |
| 151              | Peter Sagan      | 10.º             |
| 152              | Maciej Bodnar    | AB               |
| 153              | Matti Breschel   | AB               |
| 154              | Michal Kolář     | AB               |
| 155              | Michael Mørkøv   | AB               |
| 156              | Matteo Tosatto   | AB               |
| 157              | Nikolay Trusov   | AB               |
| 158              | Pavel Brutt      | AB               |

| Trek Factory Racing TFR | Trek Factory Racing TFR | Trek Factory Racing TFR |
| ----------------------- | ----------------------- | ----------------------- |
| Dorsal                  | Corredor                | Pos                     |
| 161                     | Jesse Sergent           | AB                      |
| 162                     | Grégory Rast            | 24.º                    |
| 163                     | Giacomo Nizzolo         | AB                      |
| 164                     | Yaroslav Popovych       | AB                      |
| 165                     | Gert Steegmans          | AB                      |
| 166                     | Hayden Roulston         | AB                      |
| 167                     | Boy van Poppel          | AB                      |
| 168                     | Danny van Poppel        | AB                      |

| Topsport Vlaanderen-Baloise TSV | Topsport Vlaanderen-Baloise TSV | Topsport Vlaanderen-Baloise TSV |
| ------------------------------- | ------------------------------- | ------------------------------- |
| Dorsal                          | Corredor                        | Pos                             |
| 171                             | Jelle Wallays                   | 37.º                            |
| 172                             | Pieter Jacobs                   | AB                              |
| 173                             | Sander Helven                   | AB                              |
| 174                             | Oliver Naesen                   | 32.º                            |
| 175                             | Jarl Salomein                   | AB                              |
| 176                             | Edward Theuns                   | 11.º                            |
| 177                             | Gijs Van Hoecke                 | AB                              |
| 178                             | Stijn Steels                    | AB                              |

| Bora-Argon 18 BOA | Bora-Argon 18 BOA   | Bora-Argon 18 BOA |
| ----------------- | ------------------- | ----------------- |
| Dorsal            | Corredor            | Pos               |
| 181               | Sam Bennett         | AB                |
| 182               | Björn Thurau        | AB                |
| 183               | Ralf Matzka         | AB                |
| 184               | Andreas Schillinger | AB                |
| 185               | Christoph Pfingsten | AB                |
| 186               | Michael Schwarzmann | AB                |
| 187               | Scott Thwaites      | 17.º              |
| 188               | Paul Voss           | AB                |

| Cofidis, Solutions Crédits COF | Cofidis, Solutions Crédits COF | Cofidis, Solutions Crédits COF |
| ------------------------------ | ------------------------------ | ------------------------------ |
| Dorsal                         | Corredor                       | Pos                            |
| 191                            | Nacer Bouhanni                 | AB                             |
| 192                            | Jonas Ahlstrand                | AB                             |
| 193                            | Christophe Laporte             | AB                             |
| 194                            | Cyril Lemoine                  | AB                             |
| 195                            | Adrien Petit                   | AB                             |
| 196                            | Dominique Rollin               | AB                             |
| 197                            | Florian Sénéchal               | 19.º                           |
| 198                            | Louis Verhelst                 | AB                             |

| MTN Qhubeka MTN | MTN Qhubeka MTN             | MTN Qhubeka MTN |
| --------------- | --------------------------- | --------------- |
| Dorsal          | Corredor                    | Pos             |
| 201             | Edvald Boasson Hagen        |                 |
| 202             | Theo Bos                    | AB              |
| 203             | Matthew Brammeier           | AB              |
| 204             | Gerald Ciolek               | 25.º            |
| 205             | Tyler Farrar                | AB              |
| 206             | Kristian Sbaragli           | AB              |
| 207             | Jay Robert Thomson          | AB              |
| 208             | Reinardt Janse Van Rensburg | AB              |

| Roompot Oranje Peloton ROP | Roompot Oranje Peloton ROP | Roompot Oranje Peloton ROP |
| -------------------------- | -------------------------- | -------------------------- |
| Dorsal                     | Corredor                   | Pos                        |
| 211                        | Berden de Vries            | AB                         |
| 212                        | Dylan Groenewegen          | EX                         |
| 213                        | Johnny Hoogerland          | AB                         |
| 214                        | Raymond Kreder             | AB                         |
| 215                        | Wesley Kreder              | AB                         |
| 216                        | Ivar Slik                  | AB                         |
| 217                        | Sjoerd van Ginneken        | AB                         |
| 218                        | Tim Kerkhof                | AB                         |

| Southeast STH | Southeast STH       | Southeast STH |
| ------------- | ------------------- | ------------- |
| Dorsal        | Corredor            | Pos           |
| 221           | Alessandro Petacchi | AB            |
| 222           | Rafael Andriato     | AB            |
| 223           | Andrea Dal Col      | AB            |
| 224           | Mauro Finetto       | AB            |
| 225           | Giuseppe Fonzi      | AB            |
| 226           | Mirko Tedeschi      | AB            |
| 227           | Eugert Zhupa        | 23.º          |
| 228           | Jakub Mareczko      | AB            |

| Europcar EUC | Europcar EUC        | Europcar EUC |
| ------------ | ------------------- | ------------ |
| Dorsal       | Corredor            | Pos          |
| 231          | Giovanni Bernaudeau | AB           |
| 232          | Jimmy Engoulvent    | AB           |
| 233          | Yohann Gène         | AB           |
| 234          | Tony Hurel          | AB           |
| 235          | Morgan Lamoisson    | AB           |
| 236          | Yannick Martinez    | AB           |
| 237          | Alexandre Pichot    | AB           |
| 238          | Angelo Tulik        | AB           |

| Wanty-Groupe Gobert WGG | Wanty-Groupe Gobert WGG | Wanty-Groupe Gobert WGG |
| ----------------------- | ----------------------- | ----------------------- |
| Dorsal                  | Corredor                | Pos                     |
| 241                     | Björn Leukemans         | 21.º                    |
| 242                     | Simone Antonini         | AB                      |
| 243                     | Roy Jans                | AB                      |
| 244                     | Marco Marcato           | 27.º                    |
| 245                     | Mirko Selvaggi          | AB                      |
| 246                     | Boris Dron              | AB                      |
| 247                     | Tom Devriendt           | AB                      |
| 248                     | Frederik Veuchelen      | AB                      |

## Legenda
| Legenda          | Legenda                                                      | Legenda | Legenda                                    |
| ---------------- | ------------------------------------------------------------ | ------- | ------------------------------------------ |
| Dorsal           | Dorsal de saída do ciclista                                  | Pos     | Posição final na classificação geral       |
| Campeão Nacional | Indica um camisola de campeão nacional ou mundial em estrada | AB      | Indica um ciclista que não finalizou       |
| EX               | Corredor excluído por não respeitar o regulamento            | NP      | Indica um ciclista que não tomou a partida |